# Giorgio
Giorgio – utwór szwajcarskiej wokalistki Lys Assi, napisany przez Paula Burkharda i Fridolina Tschudiego, a nagrany i wydany w 1958 roku. Singiel reprezentował Szwajcarię podczas 3. Konkursu Piosenki Eurowizji w tym samym roku.
Podczas konkursu, który odbył się 12 marca 1958 roku, utwór został wykonany jako ostatni, dziesiąty w kolejności i ostatecznie zajął drugie miejsce, zdobywając 24 punkty i przegrywając jedynie z propozycją „Dors, mon amour” reprezentanta Francji, André Claveau. Dyrygentem orkiestry podczas występu wokalistki był Burkhard. 
Oprócz włoskojęzycznej wersji singla, która została zaprezentowana podczas konkursu, artystka nagrała utwór w języku francuskim